# Máquinas y Almas
MaquinasyAlmas (Máquinas y Almas o Máquinas&Almas) es el título de una exposición de Arte Digital celebrada en el Museo Nacional Centro de Arte Reina Sofía de Madrid.
Se presentó entre el 12 de junio y el 26 de octubre de 2008.
Fue comisariada por Montxo Algora y José Luis de Vicente, del equipo de ArtFutura
La exposición “MáquinasyAlmas” trató de profundizar en el hecho de que, a comienzos del siglo XXI, arte y ciencia discurren por caminos paralelos. 
Su presentación en el Museo Reina Sofía de Madrid tuvo más de 451 000 visitantes, siendo una las exposiciones de arte Digital más visitadas de la historia.

## Introducción
El elemento crucial en la nueva discontinuidad tecnológica es nuestra humanidad. Sin ella, todo lo demás carece de sentido. 
Los ordenadores no piensan, replican pensamientos. Los ordenadores no sienten, replican nuestras emociones. Son, como los define Sherry Turkle, el espejo psicológico donde nos contemplamos.
“MáquinasyAlmas” también tiene vocación de cartografía que permite desplazarse por los principales estrategias y direcciones conceptuales que configuran hoy el vasto e híbrido territorio de los nuevos medios. A través de espacios como la robótica, el software art y las herramientas para la web social, la visualización de información o las biotecnologías, nos encontramos con preocupaciones como las nuevas dimensiones de la identidad, la intimidad y el control en la sociedad red, la transformación de las nociones de propiedad y colaboración, o la fascinación por replicar los mecanismos de la vida y la inteligencia.
Los nombres presentes en la exposición se sitúan en una encrucijada muy determinada. De alguna manera, representan a la generación de creadores -no solo artistas- que han definido los límites del discurso de los nuevos medios, situándolos más allá de sus comienzos especulativos y forjando las bases de sus estrategias y lenguajes. Sus voces han crecido en paralelo a la expansión del espacio híbrido y apasionante que habitan.
La muestra incluye el trabajo de 17 artistas escogidos por su capacidad de aunar arte y ciencia, creatividad, sentimiento y misterio. 

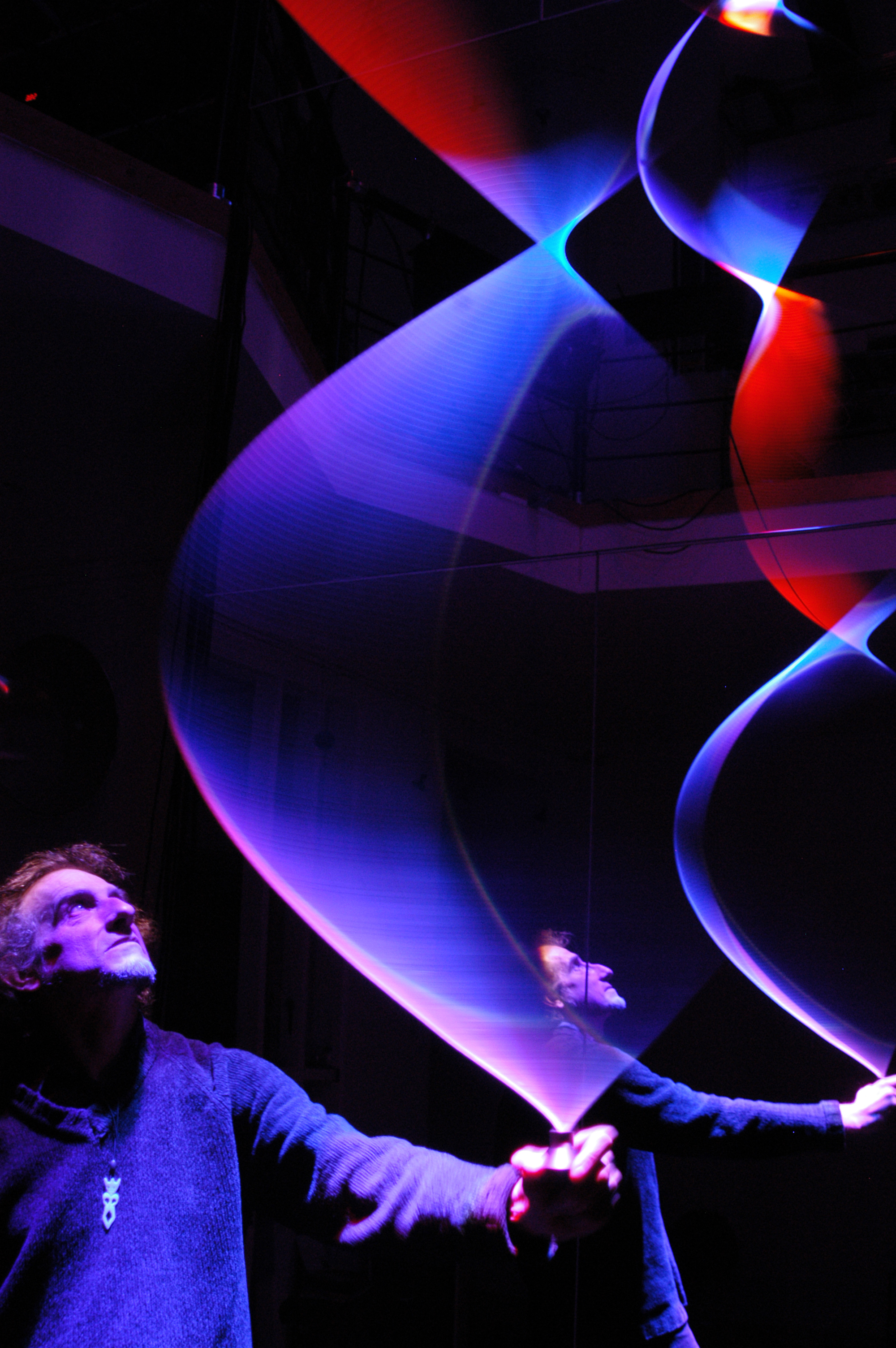
Exposición Máquinas&Almas - Paul Friedlander - Wave Function

## Artistas que participaron en la muestra
- Theo Jansen: Strandbeest
- Sachiko Kodama: Protrude, Flow / Breathing Chaos / Sculpture Garden
- Ben Rubin / Mark Hansen: Listening Post
- David Byrne /  David Hanson: Song for Julio
- Chico MacMutrie / Amorphic Robot Works: Inflatable Architectural Body
- Paul Friedlander: The Enigma of Light / Spinors / Wave Function / Timeless Universe
- Daniel Rozin: Circle Mirror / Weave Mirror / Trash Mirror
- Daniel Canogar: Palimpsesto
- Rafael Lozano-Hemmer: Micrófonos, Subescultura 10
- Vuk Cosic: History of Art for the Intelligence Community
- John Maeda: Nature
- EVRU: Tecura
- Pierre Huyghe: One Million Kingdoms
- Antoni Abad: Zexe.net
- Antoni Muntadas: On Translation: Social Networks
- Harun Farocki: Deep Play
- Natalie Jeremijenko / Ángel Borrego: Urban Space Station

## Comisariado
La exposición fue comisariada por Montxo Algora y José Luis de Vicente. 
Montxo Algora es fundador y director de ArtFutura. Estudió en la School of Visual Arts de Nueva York. Trabajó como Director de Arte en Digital Productions (Los Ángeles) y en 1988 presentó en Barcelona su espectáculo "Pájaros de Fuego" con música de La Fura dels Baus. Ha dirigido proyectos como “Memory Palace", un espectáculo-performance para EXPO 92, basado en un texto de William Gibson con imágenes de Karl Sims y Rebecca Allen y música original de Peter Gabriel, John Paul Jones y otros. 
Desde 1990 dirige el festival ArtFutura, que presenta anualmente los últimos avances en arte y creatividad digital. El festival invita también a un gran número de pensadores de diferentes disciplinas a reflexionar sobre las implicaciones sociales de las nuevas tecnologías. Entre sus invitados han figurado nombres como William Gibson, Bruce Sterling, Laurie Anderson, Derrick de Kerckhove, David Byrne, Howard Rheingold, Moebius, Kevin Kelly, Sherry Turkle, Toshio Iwai y otros. 
José Luis de Vicente es comisario especializado en cultura digital, arte y tecnología. Desde 1999 y hasta el 2009 formó parte del equipo de organización de ArtFutura. Ha realizado además proyectos de comisariado para organizaciones y festivales como FAD, La Caixa, Sónar y OFFF y otros. Es miembro de Elástico, una plataforma de generación de contenidos sobre culturas emergentes. Imparte clases en la Escuela de Diseño Elisava de Barcelona sobre teoría e historia de Internet y medios interactivos.